# MBC 뉴스데스크 전북권뉴스
《MBC 뉴스데스크 전북권뉴스》는 전주MBC TV에서 매주 월요일부터 목요일 오후 8시 30분, 금요일, 일요일 오후 8시 10분에 방송 중인 전북 지역 메인 뉴스 프로그램이다.

## 개요
전주MBC 뉴스데스크로 읽는다.

## 앵커
| 대수 | 진행자 | 진행자 | 진행 기간                           | 비고                    |
| 대수 | 남성   | 여성   | 진행 기간                           | 비고                    |
| ---- | ------ | ------ | ----------------------------------- | ----------------------- |
| 1대  | 임지웅 | 김예솔 | 일자 미상 ~ 일자 미상               |                         |
| 2대  | 김한광 | 목서윤 | 일자 미상 ~ 2017년 9월 1일          |                         |
| 임시 | 빈칸   | 이유진 | 2017년 9월 4일 ~ 일자 미상          | [ 4 ]                   |
| 3대  | 빈칸   | 목서윤 | 2017년 12월 26일 ~ 2018년 3월 9일   |                         |
| 4대  | 이창익 | 목서윤 | 2018년 3월 12일 ~ 2018년 10월 20일  |                         |
| 5대  | 빈칸   | 목서윤 | 2018년 10월 21일 ~ 2020년 10월 25일 |                         |
| 6대  | 이충훈 | 빈칸   | 2020년 10월 26일 ~ 2021년 4월 30일  |                         |
| 7대  | 정진형 | 빈칸   | 2021년 5월 1일 ~ 2022년 5월 8일     |                         |
| 8대  | 이충훈 | 빈칸   | 2022년 5월 9일 ~ 2022년 5월 15일    |                         |
| 9대  | 빈칸   | 모지안 | 2022년 5월 16일 ~ 2022년 8월 31일   |                         |
| 10대 | 조수영 | 정다윤 | 2022년 9월 1일 ~ 2025년 3월 16일    | [ 5 ] [ 6 ] [ 7 ] [ 8 ] |
| 11대 | 빈칸   | 정다윤 | 2025년 3월 17일 ~ 현재              |                         |

## 경쟁 프로그램
- KBS 뉴스 9 전북권 (KBS 전주 1TV)
- JTV 8 뉴스 (JTV TV)